# Condado de Piedrabuena
El condado de Piedrabuena es un título nobiliario español creado por el rey Carlos II por Real Dccreto de 21 de febrero de 1684 y Real Despacho de 20 de marzo de 1684, a favor de Alonso de Mesa, el Joven, señor de la villa de Piedrabuena, regidor perpetuo de Baeza, alcaide del castillo de Miraflores.
Alonso de Mesa y Toledo, había comprado el señorío de Piedrabuena, con todas las atribuciones tanto civiles como jurídicas, al ser vendido posteriormente a la desamortización de los bienes de la Orden de Calatrava. Fue entonces cuando dejó de llamarse "Piedrabuena de Calatrava" y pasó a llamarse simplemente "Piedrabuena".
Este título fue rehabilitado en 1919 por el rey Alfonso XIII a favor de José María Sanchiz y Quesada, hijo de José Sanchiz y Castillo y de María del Milagro Quesada y de la Vera III marquesa de Casa Saltillo, que se convirtió así en el V conde de Piedrabuena.

## Denominación
El título hace referencia a la Villa de Piedrabuena en La Mancha (Ciudad Real).

## Condes de Piedrabuena
|                                 | Titular                                | Periodo                |
| Creación por Carlos II          | Creación por Carlos II                 | Creación por Carlos II |
| ------------------------------- | -------------------------------------- | ---------------------- |
| I                               | Alonso de Mesa y Toledo                | 1684-                  |
| II                              | Martín de Mesa y Toledo                |                        |
| III                             | Aonso de Mesa y Toledo                 |                        |
| IV                              | Ana Jacoba de Ayala y Martínez-Noguera | ? -1710                |
| Rehabilitación por Alfonso XIII |                                        |                        |
| V                               | José María Sanchiz y Quesada           | 1919-1952              |
| VI                              | José Ignacio Sanchiz y Arróspide       | 1954-1978              |
| VII                             | María del Pilar Sanchiz y Núñez-Robres | 1978-2013              |
| VIII                            | Enrique María de Ledesma Sanchiz       | 2014-actual titular    |

## Historia de los Condes de Piedrabuena
- Alonso de Mesa y Toledo, I conde de Piedrabuena.

Le sucedió su hijo:
- Martín de Mesa y Toledo, II conde de Piedrabuena.

Le sucedió su hermano:
- Alonso de Mesa y Toledo, III conde de Piedrabuena.

Le sucedió:
- Ana Jacoba de Ayala y Martínez-Noguera (1659-1710), IV condesa de Piedrabuena.

Rehabilitado en 1919 por:
- José María Sanchiz y Quesada Castillo y de la Vera, (Madrid 6 de mayo de 1872 + Gandía 9 de marzo de 1952), V conde de Piedrabuena, XIV marqués del Vasto (rehabilitado a su favor en 1922), XI conde de Villaminaya (rehabilitado a su favor en 1924).

1. Casó, el 14 de agosto de 1898, con María Isabel de Arróspide y Álvarez III marquesa de Valderas, XXII baronesa de Borriol.

Le sucedió su hijo:
- José Ignacio Sanchiz y Arróspide (*Madrid el 30 de julio de 1903 - 1979), VI conde de Piedrabuena XV marqués del Vasto, XI marqués de La Casta (rehabilitado a su favor en 1915), IV marqués de Valderas. Sin descendientes.

Le sucedió, por cesión, de su hermano Hipólito Sanchiz y Arróspide IV conde de Valdemar de Bracamonte (por rehabilitación a su favor en 1925), que casó con Pilar Núñez-Robres y Rodríguez de Valcárcel, el hijo de ambos, por tanto su sobrina:
- María del Pilar Sanchiz y Núñez-Robres (m.2013), VII condesa de Piedrabuena.

1. Casó con Enrique de Ledesma y Zuloaga. De este matrimonio nacieron:
  1. Enrique, que sigue;
  2. Pilar Ledesma y Sanchiz (m.2004);
  3. Álvaro Ledesma y Sanchiz, V marqués de Arecibo, casado con Delia Moreno y Borbón-Dos Sicilias, hija de los marqueses de Laserna. Con descendencia;
  4. Rocío Ledesma y Sanchiz.

Le sucedió el 18 de noviembre de 2014 su hijo:
- Enrique María de Ledesma y Sanchiz, VIII y actual conde de Piedrabuena, IV marqués de Arecibo.